# Смог
Смог (на английски: smog) е замърсяване на въздуха в големи градове и промишлени центрове, причинено при смесване на дим и мъгла.
Думата е измислена в началото на ХХ век като съчетание от първите 3 букви на smoke („дим“) и последните 2 букви на fog („мъгла“) – smog.
Първоначално смогът е предимно резултат от изгарянето на големи количества каменни въглища, което предизвиква насищане на въздуха с димни частици и серен диоксид. Съвременният смог обикновено е предимно от транспортни и индустриални емисии, които взаимодействат в атмосферата със слънчевите лъчи до образуването на вторични замърсители, които допълнително се смесват с първичните замърсители в атмосферата, образувайки фотохимически смог. Уникална вредна практика е в България есенното палене на стърнища и пустеещи терени, при което със седмици над полята и котловините се застоява смог.

## Фотохимически смог
Този вид смог е описан най-напред през 1950-те години и представлява химична реакция на слънчевата светлина с оксдите на азота и различни органични вещества. Сместа, която се получава и може да бъде много опасна, съдържа:
- оксиди на азота
- тропосферен озон
- летливи органични вещества като пари на бензина, пестициди
- пероксиацетилнитрат (CH3COOONO2)
- алдехиди

Големият смог от 1952 г. се образува над Лондон през декември и трае няколко дни като причинява смъртта на 4000 души и разболява още 8000. Това дава началото на съвременното екологично движение.

## Ефект върху здравето
Смогът е огромен проблем в най-големите градове на света и продължава вредното си действие и до днес. Озонът, окисите на азота, въглеродният оксид и диоксид и серният диоксид са особено опасни за деца, старци и хора със сърдечни или дихателни заболявания като емфизема, бронхит, астма и други. Те могат да причинят задъхване, възпаление на дихателните пътища, кашлица и различни инфекции поради отслабнала имунна система.

## Градове със смог
1. Лондон е може би най-известният град в света с мъглите си. През 1952 г. той потъва в тъмнина вследствие на падналия смог, от който умират 4000 души и още 8000 души в следващите месеци, заболели от лошото качество на въздуха.
2. Мексико сити е най-големият град в света и поради своеобразното си географско разположение над него лесно се утаяват газове. Счита се за най-замърсения град на Латинска Америка.
3. Ню Йорк – през 1953, 1963 и 1966 г. вследствие на паднал смог умират средно по 200 души.
4. Лос Анджелис – през октомври 1954 г. смог пада над града и остава повече от 1 месец. Това води до затваряне на много училища и бизнеси.
5. Пекин – с развитието на индустрията в последните години в много китайски градове смогът е често явление.